# Aleksandr Kuschynski
Aleksandr Kuchinsky (nascido em 27 de outubro de 1979) é um ciclista profissional olímpico bielorrusso. Representou sua nação nos Jogos Olímpicos de Verão de 2008, na prova de corrida individual em estrada.